# 37e Groupe-brigade du Canada
Le 37e Groupe-brigade du Canada est un groupe-brigade de la Première réserve de l'Armée canadienne. Il comprend les unités de la réserve de la 5e Division du Canada qui sont stationnées au Nouveau-Brunswick et à Terre-Neuve-et-Labrador. Il a été créé en 1992 par la fusion des districts de la Milice du Nouveau-Brunswick et de Terre-Neuve-et-Labrador.

## Unités
| Nom                                             | Type                   | Ville(s)                                                                |
| ----------------------------------------------- | ---------------------- | ----------------------------------------------------------------------- |
| 8th Canadian Hussars (Princess Louise's)        | Reconnaissance blindée | Moncton (Nouveau-Brunswick)                                             |
| 3rd Field Artillery Regiment, RCA (en)          | Artillerie             | Saint-Jean (Nouveau-Brunswick)                                          |
| 37 Combat Engineer Regiment                     | Génie de combat        | Saint-Jean (Terre-Neuve-et-Labrador) et Fredericton (Nouveau-Brunswick) |
| 37 Signal Regiment                              | Communications         | Saint-Jean (Nouveau-Brunswick) et Saint-Jean (Terre-Neuve-et-Labrador)  |
| 1er Bataillon, The Royal New Brunswick Regiment | Infanterie légère      | Fredericton (Nouveau-Brunswick)                                         |
| The North Shore (New Brunswick) Regiment        | Infanterie légère      | Bathurst (Nouveau-Brunswick)                                            |
| 1er Bataillon, The Royal Newfoundland Regiment  | Infanterie légère      | Saint-Jean (Terre-Neuve-et-Labrador)                                    |
| 2e Bataillon, The Royal Newfoundland Regiment   | Infanterie légère      | Corner Brook (Terre-Neuve-et-Labrador)                                  |
| 37 Service Battalion                            | Service et soutien     | Saint-Jean (Nouveau-Brunswick) et Saint-Jean (Terre-Neuve-et-Labrador)  |